# ヨハン・ザルコ
ヨハン・シルヴァン・ピエール・ザルコ（Johann Sylvain Pierre Zarco、1990年7月16日 - ）は、フランス・カンヌ出身のオートバイレーサー。ロードレース世界選手権Moto2クラス2015年・2016年チャンピオン。

## 経歴

### 初期
2004年、13歳のときからイタリアでポケバイレースに参戦を開始し、2005年と2006年にはヨーロッパ選手権でシリーズランキング2位を記録した。2007年にはこの年からMotoGPのサポートイベントとして始まったレッドブル・ルーキーズカップに参戦。8戦中7戦で表彰台に立ち、4勝を挙げて初代チャンピオンとなった。

### 125ccクラス
2008年にはレッドブルMotoGPアカデミーの一員としてスペインロードレース選手権（CEV）の125ccクラスに参戦する予定であったが、諸事情によりシーズン開幕前にチームを去った。結局この年はイタリアロードレース選手権（CIV）に数戦スポット参戦しただけで、どのシリーズにもフル参戦できなかった。
2009年、ザルコはWTRサンマリノ・チームからアプリリアを駆り、ロードレース世界選手権125ccクラスにフル参戦デビューを果たした。第5戦イタリアGPでベストリザルトとなる6位に入り、シリーズランキングでは20位を記録した。これはこの年のルーキーの中ではジョナス・フォルガーに次ぐ2番手の成績だった。
2010年もチームに残留。ザルコは開幕から8戦連続を含む、17戦中13戦ポイント獲得を果たし、型落ちのRSW125を駆るライダーの中では小山知良に次ぐ2番手となる年間ランキング11位を記録した。
2011年シーズンは強豪チームのアジョ・モータースポーツに移籍、最新のRSA125を駆ることとなった。この年は飛躍のシーズンとなり、開幕戦からチームメイトのエフレン・バスケス（昨年ランキング5位）を上回るパフォーマンスを見せ、第2戦スペインGPで初の表彰台3位を獲得すると、続くポルトガルGPでも連続して3位を獲得。さらにカタルニアGPでは、初めてニコラス・テロルとの優勝争いを展開。マシンパワーで劣りながらもラストラップの最終コーナーでテロルをかわし、自身初優勝を遂げたかに見えた。しかしテロルをパスする際にテロルを押し出すように肘を出してしまったことで20秒加算のペナルティを受け、6位に降格した。このレースを皮切りに、ザルコは優勝まであと一歩に迫りながら、僅かに届かないというレースを繰り返すこととなる。第8戦イタリアGPでは、カタルニアと同じように最後までテロルと優勝を争ったが、前回とは逆に最終ストレートでテロルにかわされ2位。続くドイツGPでもラストラップの最終ストレートでトップを走っていたヘクトル・ファウベルに並び、フィニッシュライン寸前で僅かに前に出てチェッカーを受けたように見えた。だがビデオ判定の結果同着とみなされ、「同着であった場合、レース中のベストラップの速かった選手を上の順位とする」というルールの結果、ファステストラップを記録したファウベルが優勝、ザルコはまたしても2位となった。その後も表彰台には何度もあがるものの優勝には手が届かずにいたが、第15戦日本GPで遂にテロルを下し初優勝を果たした。さらにこの優勝でテロルとのタイトル争いに望みをつないだものの、最終戦バレンシアGPで痛恨の転倒リタイアを喫してしまい、逆転チャンピオンとはならなかった。それでも昨年の成績を大きく上回るランキング2位を記録した。

### Moto2
2012年シーズンは、チャンピオンを争ったテロルと共にMoto2クラスにステップアップ。JiRチームからTSR製のプロトマシン・TSR2で参戦。
最高位は、第3戦ポルトガルGPの4位で表彰台には上れなかったが、95ポイントで年間ランキング10位となり、ルーキー・オブ・ザ・イヤーを獲得した。
2013年シーズン、カム・イオダ・レーシング・チームに移籍、スッターMMX2に乗り、ルーキーシーズンを上回る2回の表彰台（第5戦イタリア、最終戦バレンシア。いずれも3位）、141ポイントで年間ランキング9位となった。
2014年シーズン、エアアジア・ケータハム・モトレーシング・チームに移籍し、引き続きスッターMMX2を使用したが、多くの人々が、優勢なカレックスのマシンと比較して劣っていると見なしていた。それでも第12戦シルバー・ストーンではポール・ポジション、4回の表彰台（第7戦カタルーニャ、第13戦サン・マリノ、第14戦アラゴン、最終戦バレンシア。いずれも3位）を獲得、146ポイントで年間ランキング6位となった。
2015年シーズン、125ccクラス時代に所属していたアジョ・モータースポーツに復帰、選手権を支配して7回のポール・ポジション、8勝を含む14回の表彰台、352ポイントを獲得（前年チャンピオンエステべ・ラバトの342ポイントを上回る新記録）、自身初のMoto2タイトルを手にした
同じチームでディフェンディング・チャンピオンとして臨んだ2016年シーズンも、7回のポール・ポジション、7勝を含む10回の表彰台、276ポイントを獲得してMoto2タイトルを防衛、Moto2クラス時代において2度タイトルを獲得した初のライダーとなった。

### MotoGP
2017年シーズンは、モンスター・ヤマハ・テック3から最高峰のMotoGPに挑戦することとなった。サテライトチームの一年落ちヤマハYZR-M1での参戦ではあるものの開幕戦のカタールGPでは予選4位グリッドを獲得しレースでも序盤を先頭で周回するも転倒リタイヤとなった。その後は安定して上位入賞を続け、5月、地元となる第6戦フランスGPでは予選で3位グリッド、決勝でも2位表彰台を獲得した。6月の第8戦オランダ、アッセンGPでは、初のポールポジションを獲得（決勝では、ロッシと接触して4位に落ち、更に降雨によるマシン交換の際のピットレーン速度違反でライドスルーペナルティを受け14位）。第17戦マレーシアGPでは3位となりルーキー・オブ・ザ・イヤー とインディペンデントチームライダーのタイトルを獲得、最終第18戦バレンシアGPでは2位となりシーズン3度目の表彰台に上り、総合6位となった。
2018年シーズンも引き続きモンスター・ヤマハ・テック3から参戦、開幕戦カタールGPでは、前年10月の日本GP以来となる最高峰クラス3度目のポールポジションをコースレコードで獲得し（決勝は5位）、第2戦アルゼンチンGPでは2位となった。5月、第4戦スペインGPに先立ち、2019年から2年間、KTMのファクトリーチームであるレッドブル・KTM・ファクトリー・レーシングとの契約が発表された。
2018シーズンは、この第4戦スペインGPで2位、第18戦マレーシアGPで3位と前年同様、3度の表彰台、総合6位を獲得し、インディペンデント・ライダー部門のタイトルも得た。
2019シーズン、ザルコは開幕前のテストからKTMマシンへの適応に苦戦し、第11戦オーストリアGPまで22ポイント（総合18位）と低迷し（第8戦オランダGPの10位が最上位）、KTMと2020年の契約を継続しないこととなった。その後、第12戦イギリスGPリタイヤ、第13戦サンマリノGPで11位、5ポイントを獲得した後、KTMは第14戦以降テストライダーのミカ・カリオを走らせることを発表し、ザルコはシートを失った。
10月16日、LCRホンダ・出光は、右肩を手術した中上貴晶に代わり、ザルコを起用することを発表し、第17戦オーストラリアGPで13位となり（第18戦、最終戦はリタイヤ）、合計30ポイントを獲得、総合18位となった。
12月、ドゥカティ・コルセと契約するとともに、2020年シーズンは、ドゥカティのサテライトチームとなるレアーレ・アビンティア・レーシング（2020年シーズン第3戦からエスポンソラマ・レーシングに名称変更）から参戦することが発表された。
2020シーズン、第4戦チェコGPでは、予選で2018年以来となるポールポジションを獲得、決勝では接触によるペナルティを科されながらも3位となり、こちらも2018年以来となる久々の表彰台となった。しかしながら、第5戦オーストリアGPでは、フランコ・モルビデリと接触、転倒して右手首を骨折、手術を受け、第6戦スティリアGPでは前戦の接触の責任を問われ、ピットレーンスタートのペナルティを科された。同シーズンは、14戦全戦に出場し、合計77ポイントを獲得し、総合13位となった。また、ドゥカティ・コルセとの契約も延長され、2021年シーズンは、新たにプラマック・レーシングから参戦することとなった。
2021シーズン、開幕戦カタールGP、第2戦ドーハGPと連続して2位を獲得、最高峰クラスで初めてポイントリーダーとなった。ホームレースの第5戦フランスGPでも2位となり、序盤5戦で3度の2位を獲得したことが評価され、早くも6月にドゥカティ・コルセは、ザルコの2022年のプラマック・レーシングからの参戦を発表した。第7戦カタルーニャGPでも2位となり、第8戦ドイツGPではポールポジションを奪取するなど前半は非常に好調だったが、後半はやや成績が下がっていった。9月に腕上がり症状、アームポンプ（筋区画症候群）を解消するために右前腕を手術したが、休むことなく参戦を続け、最終的に173ポイントを獲得し、総合5位、2018年以来3年ぶりにインディペンデントライダー部門のタイトルを奪回した（プラマック・レーシングも3年ぶりにインディペンデントチーム部門のタイトルを獲得）。
2022シーズン、開幕前のテストから上位のタイムを記録していたドゥカティ勢の中で、ザルコは、第2戦インドネシアGPで予選3位、決勝でも3位表彰台となり、その時点で2022年型に乗る選手のトップとなった。
第5戦ポルトガルGPではポールポジションを獲得、決勝でも2位となり、ドゥカティ勢の開幕からの連続表彰台に貢献した。第9戦カタルーニャGPでは3位（チームメイトのホルヘ・マルティンも2位となりチームとしてダブルポディウム）、第10戦ドイツGPも2位となり2戦連続表彰台を獲得した。
8月、チームは、総合4位につけるザルコとチームメイトのホルヘ・マルティンの体制を2023年も継続することを発表した。
第19戦マレーシアGPでザルコは9位となり、最終戦を残してインディペンデントチーム部門のタイトル2連覇を決めた。
2023シーズンは、レースウィークの土曜午前が予選、午後にスプリント・レースが開催されることなった。
プラマック・レーシング3年目の参戦となったザルコは、第2戦アルゼンチンGPで2位、第5戦の母国フランスGPで3位、その後、イタリア、ドイツと3戦連続表彰台に上るなど好調なスタートを切った。8月、2024年シーズンはLCRホンダから参戦することが発表された。中盤以降は表彰台を逃す戦いが続いたが、第16戦オーストラリアGPでMotoGPクラス初の優勝を果たした。最終第20戦バレンシアGPも3位でゴール。その後、繰上がりで2位となり、シーズンを5位で終えた。
2024シーズン、ヤマハへ移籍するアレックス・リンスの代わりとして5年ぶりにLCRホンダへ復帰した。
2025シーズン、引き続きLCRホンダで活躍する。第6戦、雨のフランスGPにおいて優勝を勝ち取る。フランスGPにおいてフランス人ライダーが優勝するのは実に71年ぶり。1954年ピエール・モヌレ選手以来の快挙となった。

## 戦績

### ロードレース世界選手権
| シーズン | クラス | チーム                                  | メーカー             | マシン                 | 出走 | 優勝 | 表彰台 | PP | FL | ポイント | シリーズ順位 |
| -------- | ------ | --------------------------------------- | -------------------- | ---------------------- | ---- | ---- | ------ | -- | -- | -------- | ------------ |
| 2009年   | 125cc  | WTRサンマリノ                           | アプリリア           | RSW125                 | 16   | 0    | 0      | 0  | 0  | 32       | 20位         |
| 2010年   | 125cc  | WTRサンマリノ                           | アプリリア           | RSW125                 | 17   | 0    | 0      | 0  | 1  | 77       | 11位         |
| 2011年   | 125cc  | アジョ・モータースポーツ                | デルビ               | RSA125                 | 17   | 1    | 11     | 4  | 4  | 262      | 2位          |
| 2012年   | Moto2  | JIR Moto2                               | モトビ               | TSR2                   | 17   | 0    | 0      | 0  | 0  | 95       | 10位         |
| 2013年   | Moto2  | カム・イオダレーシング                  | スッター             | MMX2                   | 17   | 0    | 2      | 0  | 2  | 141      | 9位          |
| 2014年   | Moto2  | エアアジア・ケータハム                  | ケータハム・スッター | MMX2                   | 18   | 0    | 4      | 1  | 0  | 146      | 6位          |
| 2015年   | Moto2  | アジョ・モータースポーツ                | カレックス           | カレックス・Moto2 2014 | 18   | 8    | 14     | 7  | 1  | 352      | 1位          |
| 2016年   | Moto2  | アジョ・モータースポーツ                | カレックス           | カレックス・Moto2      | 18   | 7    | 10     | 7  | 4  | 276      | 1位          |
| 2017年   | MotoGP | モンスター・ヤマハ・テック3             | ヤマハ               | YZR-M1                 | 18   | 0    | 3      | 2  | 4  | 174      | 6位          |
| 2018年   | MotoGP | モンスター・ヤマハ・テック3             | ヤマハ               | YZR-M1                 | 19   | 0    | 3      | 2  | 0  | 158      | 6位          |
| 2019年   | MotoGP | レッドブル・KTM・ファクトリーレーシング | KTM                  | RC16                   | 16   | 0    | 0      | 0  | 0  | 27       | 18位         |
| 2019年   | MotoGP | LCR・ホンダ・イデミツ                   | ホンダ               | RC213V                 | 3    | 0    | 0      | 0  | 0  | 3        | 18位         |
| 2020年   | MotoGP | レアーレ・アビンティア・レーシング      | ドゥカティ           | デスモセディチGP19     | 14   | 0    | 1      | 1  | 1  | 77       | 13位         |
| 2021年   | MotoGP | プラマック・レーシング                  | ドゥカティ           | デスモセディチGP21     | 18   | 0    | 4      | 1  | 2  | 173      | 5位          |
| 2022年   | MotoGP | プラマック・レーシング                  | ドゥカティ           | デスモセディチGP22     | 20   | 0    | 4      | 2  | 2  | 166      | 8位          |
| 2023年   | MotoGP | プラマック・レーシング                  | ドゥカティ           | デスモセディチGP23     | 20   | 1    | 6      | 0  | 2  | 225      | 5位          |
| 2024年   | MotoGP | LCR・ホンダ・カストロール               | ホンダ               | RC213V                 | 19   | 0    | 0      | 0  | 0  | 55       | 17位         |
| 2025年   | MotoGP | カストロール・ホンダ・LCR               | ホンダ               | RC213V                 |      |      |        |    |    |          |              |
| 合計     |        |                                         |                      |                        | 281  | 17   | 62     | 27 | 23 | 2437.5   |              |

(key) （太字はポールポジション、斜体はファステストラップ）
| 年     | クラス | 車両                 | 1       | 2       | 3       | 4       | 5       | 6       | 7      | 8       | 9       | 10     | 11      | 12      | 13      | 14      | 15      | 16      | 17      | 18      | 19      | 20      | 21  | 22  | シリーズ順位 | ポイント |
| ------ | ------ | -------------------- | ------- | ------- | ------- | ------- | ------- | ------- | ------ | ------- | ------- | ------ | ------- | ------- | ------- | ------- | ------- | ------- | ------- | ------- | ------- | ------- | --- | --- | ------------ | -------- |
| 2009年 | 125cc  | アプリリア           | QAT 15  | JPN Ret | SPA 13  | FRA Ret | ITA 6   | CAT 13  | NED 21 | GER 23  | GBR 13  | CZE 11 | IND 23  | RSM 16  | POR 9   | AUS 16  | MAL Ret | VAL 15  |         |         |         |         |     |     | 20th         | 32.5     |
| 2010年 | 125cc  | アプリリア           | QAT 12  | SPA 7   | FRA 11  | ITA 9   | GBR 8   | NED 12  | CAT 8  | GER 6   | CZE 19  | IND 13 | RSM 12  | ARA 12  | JPN 10  | MAL 11  | AUS Ret | POR Ret | VAL Ret |         |         |         |     |     | 11位         | 77       |
| 2012年 | 125cc  | デルビ               | QAT 6   | SPA 3   | POR 3   | FRA 5   | CAT 6   | GBR 2   | NED 5  | ITA 2   | GER 2   | CZE 2  | IND 5   | RSM 2   | ARA 2   | JPN 1   | AUS 3   | MAL 3   | VAL Ret |         |         |         |     |     | 2nd          | 262      |
| 2012年 | Moto2  | モトビ               | QAT 12  | SPA 10  | POR 4   | FRA Ret | CAT 11  | GBR Ret | NED 8  | GER 11  | ITA 10  | IND 12 | CZE 7   | RSM 10  | ARA 6   | JPN 8   | MAL Ret | AUS 5   | VAL Ret |         |         |         |     |     | 10th         | 95       |
| 2013年 | Moto2  | スッター             | QAT 12  | AME 6   | SPA 12  | FRA 5   | ITA 3   | CAT 7   | NED 6  | GER 11  | IND 8   | CZE 5  | GBR 7   | RSM 7   | ARA 7   | MAL 6   | AUS Ret | JPN Ret | VAL 3   |         |         |         |     |     | 9th          | 141      |
| 2014年 | Moto2  | ケータハム・スッター | QAT 23  | AME Ret | ARG 18  | SPA 8   | FRA Ret | ITA 7   | CAT 3  | NED 4   | GER Ret | IND 10 | CZE 9   | GBR 4   | RSM 3   | ARA 3   | JPN 4   | AUS Ret | MAL 4   | VAL 3   |         |         |     |     | 6th          | 146      |
| 2015年 | Moto2  | カレックス           | QAT 8   | AME 2   | ARG 1   | SPA 2   | FRA 3   | ITA 2   | CAT 1  | NED 1   | GER 2   | IND 2  | CZE 1   | GBR 1   | RSM 1   | ARA 6   | JPN 1   | AUS 7   | MAL 1   | VAL 7   |         |         |     |     | 1位          | 352      |
| 2016年 | Moto2  | カレックス           | QAT 12  | ARG 1   | AME 3   | SPA 5   | FRA 24  | ITA 1   | CAT 1  | NED 2   | GER 1   | AUT 1  | CZE 11  | GBR 22  | RSM 4   | ARA 8   | JPN 2   | AUS 12  | MAL 1   | VAL 1   |         |         |     |     | 1位          | 276      |
| 2017年 | MotoGP | ヤマハ               | QAT Ret | ARG 5   | AME 5   | SPA 4   | FRA 2   | ITA 7   | CAT 5  | NED 14  | GER 9   | CZE 12 | AUT 5   | GBR 6   | RSM 15  | ARA 9   | JPN 8   | AUS 4   | MAL 3   | VAL 2   |         |         |     |     | 6th          | 174      |
| 2018年 | MotoGP | ヤマハ               | QAT 8   | ARG 2   | AME 6   | SPA 2   | FRA Ret | ITA 10  | CAT 7  | NED 8   | GER 9   | CZE 7  | AUT 9   | GBR C   | RSM 10  | ARA 14  | THA 5   | JPN 6   | AUS Ret | MAL 3   | VAL 7   |         |     |     | 6th          | 158      |
| 2019年 | MotoGP | KTM                  | QAT 15  | ARG 15  | AME 13  | SPA 14  | FRA 13  | ITA 17  | CAT 10 | NED Ret | GER Ret | CZE 14 | AUT 12  | GBR Ret | RSM 11  | ARA     | THA     | JPN     |         |         |         |         |     |     | 18th         | 30       |
| 2019年 | MotoGP | ホンダ               |         |         |         |         |         |         |        |         |         |        |         |         |         |         |         |         | AUS 13  | MAL Ret | VAL Ret |         |     |     | 18th         | 30       |
| 2020年 | MotoGP | ドゥカティ           | SPA 11  | ANC 9   | CZE 3   | AUT Ret | STY 14  | RSM 15  | EMI 11 | CAT Ret | FRA 5   | ARA 10 | TER 5   | EUR 9   | VAL Ret | POR 10  |         |         |         |         |         |         |     |     | 13th         | 77       |
| 2021年 | MotoGP | ドゥカティ           | QAT 2   | DOH 2   | POR Ret | SPA 8   | FRA 2   | ITA 4   | CAT 2  | GER 8   | NED 4   | STY 6  | AUT Ret | GBR 11  | ARA 17  | RSM 12  | AME Ret | EMI 5   | ALR 5   | VAL 6   |         |         |     |     | 5位          | 173      |
| 2022年 | MotoGP | ドゥカティ           | QAT 8   | INA 3   | ARG Ret | AME 9   | POR 2   | SPA Ret | FRA 5  | ITA 4   | CAT 3   | GER 2  | NED 13  | GBR Ret | AUT 5   | RSM Ret | ARA 8   | JPN 11  | THA 4   | AUS 8   | MAL 9   | VAL Ret |     |     | 8位          | 166      |
| 2023年 | MotoGP | ドゥカティ           | POR 4   | ARG 2   | AME 7   | SPA Ret | FRA 3   | ITA 3   | GER 3  | NED Ret | GBR 9   | AUT 13 | CAT 4   | RSM 10  | IND 6   | JPN NC  | INA Ret | AUS 1   | THA 10  | MAL 12  | QAT 12  | VAL 2   |     |     | 5位          | 225      |
| 2024年 | MotoGP | ホンダ               | QAT 12  | POR 15  | AME Ret | SPA Ret | FRA 12  | CAT 16  | ITA 19 | NED 13  | GER 17  | GBR 14 | AUT 21  | ARA 13  | RSM 12  | EMI 15  | INA 9   | JPN 11  | AUS 12  | THA 8   | MAL 11  | BAR 14  |     |     | 17位         | 55       |
| 2025年 | MotoGP | ホンダ               | THA 7   | ARG 6   | USA 17  | QAT 4   | SPA 11  | FRA 1   | GBR 2  | ARA Ret | ITA Ret | NED 12 | GER     | CZE     | AUT     | HUN     | CAT     | RSM     | JPN     | INA     | AUS     | MAL     | POR | VAL | 7位*         | 101*     |

- *現在進行中。

### 鈴鹿8時間耐久ロードレース
| 開催年 | バイク                 | チーム              | パートナー      | 総合順位 |
| ------ | ---------------------- | ------------------- | --------------- | -------- |
| 2024年 | ホンダ・CBR1000RR-R SP | Team HRC w/日本郵便 | 高橋巧/名越哲平 | 1位      |
| 2025年 | ホンダ・CBR1000RR-R SP | Honda HRC           | 高橋巧          | 1位      |

## エピソード
- レースに優勝した際、その勝利を祝ってバック転をするようになり、ファンの間で人気者となった。
- ヘルメットのデザインは、日本人ライダーをリスペクトしている事に由来する[31]。